# Handels- und Industriemuseum (Hannover)

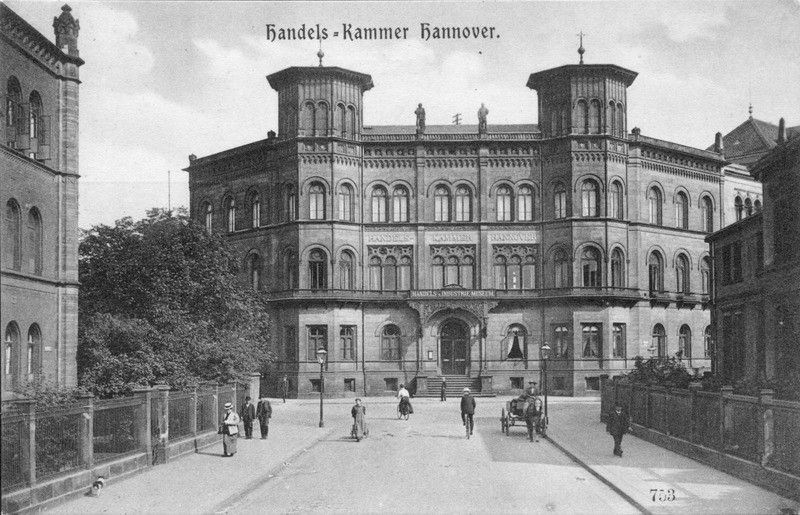
Palais Simon mit Inschriften Handels-Kammer Hannover und Handels- u. Industrie-Museum. Foto-Postkarte ca. 1919 Original im Historischen Museum Hannover

Das Handels- und Industriemuseum in Hannover war ein von der Industrie- und Handelskammer Anfang des 20. Jahrhunderts im eigenen Hause eingerichtetes Museum zur warenkundlichen Ausstellung zunächst nur hannoverscher Unternehmen, dann auch der Industrie und Wirtschaftsunternehmungen aus dem Gebiet des späteren Landes Niedersachsen. Standort des Museums war das Palais Simon unter der Adresse Brühlstraße 1, Ecke Escherstraße in der Calenberger Neustadt auf der Grenze zum hannoverschen Stadtteil Mitte.

## Geschichte
Nachdem die seinerzeitige Handelskammer Hannover im Jahr 1896 ihren Geschäftssitz in das Palais Simon verlegt hatte, wurde rund ein Jahrzehnt später 1906 im selben Gebäude das Museum nach einem von dem Apotheker Karl Schaper erarbeiteten Konzept einer warenkundlichen Ausstellung eröffnet.
Nach dem Ersten Weltkrieg wurde der Geschäftssitz zu Beginn der Weimarer Republik im Jahr 1919 in das Gebäude Arnswaldstraße 28 verlegt, das Museum jedoch an der Brühlstraße weiter betrieben.
Nach der Machtergreifung durch die Nationalsozialisten erarbeitete Herbert Röhrig ab 1934 ein neues Konzept, das nach vorübergehender Schließung des Museums jedoch erst ab 1937 nach Investitionen von gesamt rund 300.000 Reichsmark im Zuge der NS-Hochkonjunktur und der dann folgenden Wiedereröffnung sichtbar wurde. In 40 verschiedenen und auf die vier Geschosse des Palais verteilten „Themenräumen“ wurde nun die niedersächsische Ökonomie der seinerzeitigen Gegenwart mit all ihren technischen und volkswirtschaftlichen Gesichtspunkten dargestellt, insbesondere mit einem für die Zeit des Nationalsozialismus typischen didaktischen Anspruch. So vermittelten Modelle, (Funktions-)Dioramen, Inszenierungen und Schautafeln anschauliche Informationen etwa zu Bodenschätzen, zur Rohstoff- und verarbeitenden Industrie, zu Verkehr, Handel, Banken und ansässigen Versicherungsunternehmen.
Während des Zweiten Weltkrieges wurden die Exponate des Museums durch die Luftangriffe auf Hannover beim Bombenangriff am 9. Oktober 1943 durch Fliegerbomben vollständig vernichtet, das ehemalige Palais Simon selbst jedoch nur leicht zerstört.
Während die IHK Hannover unterdessen schon 1928 ihren Geschäftssitz in ein ebenfalls eigenes Haus in der Finkenstraße 5 verlegt hatte, wurde dieses nach Kriegszerstörungen und der Aufhebung der Finkenstraße zwecks Durchbruchs der Berliner Allee neu errichtet; im ersten Bauabschnitt 1951 unter der Adresse Berliner Allee 25. Das ehemalige Palais Simon und spätere Museum der IHK an der Brühlstraße aber wurde nach den Plänen von Stadtbaurat Rudolf Hillebrecht 1952 abgerissen.

## Archivalien
An Archivalien zum Handels- und Industriemuseum der späteren IHK Hannover finden sich beispielsweise
- eine Ansichtskarte mit der Aufschrift Handelskammer Hannover aus der Zeit um 1900, ausschnittsweise abgebildet in der Hannoverschen Allgemeinen Zeitung vom 30. Januar 2016[8]